# Речь Посполитая
Речь Посполи́тая (пол. Rzeczpospolita, з.-рус. Рѣч Посполита), официальное название — Корона Польская и Великое княжество Литовское (пол. Korona Polska i Wielkie Księstwo Litewskie, лат. Regnum Poloniae Magnique Ducatus Lithuaniae, бел. Каралеўства Польскае і Вялікае Княства Літоўскае, укр. Королівство Польське і Велике князівство Литовське, лит. Lenkijos Karalystė ir Lietuvos Didžioji Kunigaikštystė, нем. Königreich Polen und des Großfürstentums Litauen) — федеративное государство, возникшее в результате объединения Королевства Польского и Великого княжества Литовского на основе Люблинской унии в 1569 году и ликвидированное в 1795 году с разделом его земель между Российской империей, Пруссией и Австрией. Располагалась преимущественно на территориях современных Польши, Украины, Беларуси и Литвы, а также частично на территории современных России, Латвии, Молдовы, Эстонии и Словакии.
При наличии единого государственного устройства Королевство Польское и Великое княжество Литовское имели каждое свой собственный административный аппарат, казну, таможню, войско и законы. Главой государства являлся пожизненно избираемый сеймом монарх, носивший титул короля польского и великого князя литовского. Существовавший в Речи Посполитой специфический политический режим принято называть шляхетской демократией.

## Название
Традиционное название государства — «Речь Посполитая» — является дословным переводом на польский язык латинского термина 'rēs pūblica' (пол. rzecz — вещь, собственность; pospolita — общая). На русский язык этот термин дословно переводится как «общее дело» или «общая вещь». Официальное название государства — Королевство Польское и Великое княжество Литовское (пол. Królestwo Polskie i Wielkie Księstwo Litewskie). Местными жителями государство обычно называлось просто Речь Посполитая (пол. Rzeczpospolita; зап.-русск. Рѣч Посполита). Собственно Королевство Польское местные жители кратко называли Короной, а Великое княжество Литовское — Литвой, а иногда — Великим княжеством.
С XVII века в дипломатической переписке использовалось название Светлейшая Речь Посполитая Польская (пол. Najjaśniejsza Rzeczpospolita Polska; лат. Serenissima Res Publica Poloniae).
Ныне широко употребляемое название Речь Посполитая Обоих Народов (пол. Rzeczpospolita Obojga Narodów) не является аутентичным и, вероятно, получило распространение после выхода в свет в 1967 году одноимённой исторической трилогии польского писателя Павла Ясеницы. Само по себе словосочетание «Obojga Narodów» использовалось, например, во Взаимной гарантии обоих народов, однако никогда — в качестве названия страны/государства.
В современной польской историографии период в истории Польши с 1569 по 1795 именуется «I Речь Посполитая» («Первая республика»), с 1918 по 1939 — «II Речь Посполитая» («Вторая республика»), с 1989 года — «III Речь Посполитая» («Третья республика»). Период существования Польской Народной Республики (1944—1989) в этой нумерации не учитывается или называется термином Rzeczpospolita Ludowa (народная республика), чтобы подчеркнуть её отличие от других Речей Посполитых.

## История

### Создание

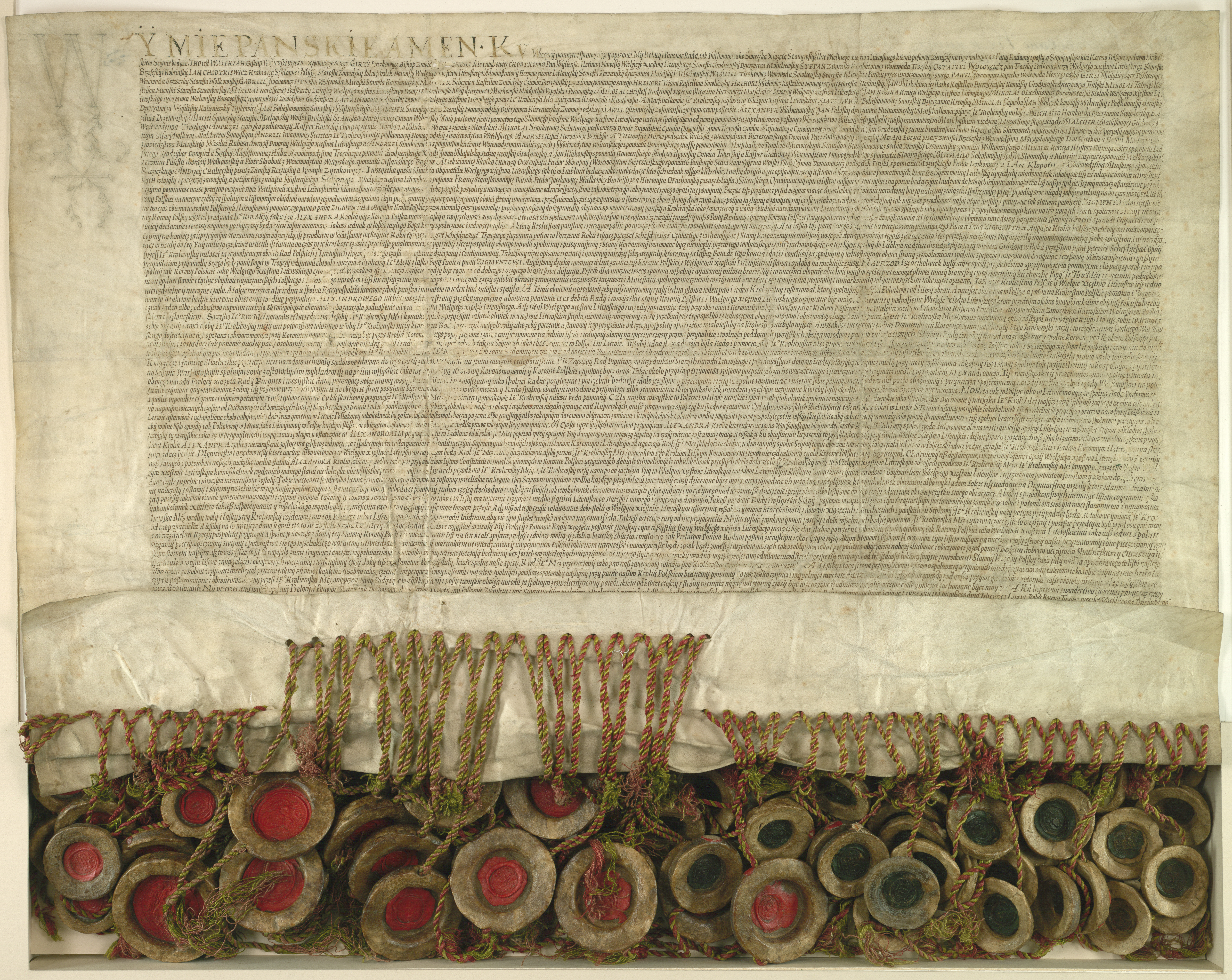
Люблинская уния присоединение Великого княжества Литовского к Королевству польскому

Речь Посполитая была своего рода продолжением государства Ягеллонов — личной унии Королевства Польского и Великого княжества Литовского (ВКЛ), существовавшей с перерывами с момента подписания Кревской унии (1385 год). Все польские короли в этот период, кроме Ягайло, были рождены в Польше, и принимали титул по наследству.

В октябре 1413 года между Королевством Польским и Великим княжеством Литовским была заключена Городельская уния.
В 1569 году между Королевством Польским и Великим княжеством Литовским была заключена Люблинская уния, по которой оба государства объединялись в одно — с избираемым общим монархом с двойным титулом короля польского и великого князя литовского, общим Сеймом, единой внешней политикой и монетной системой. При этом обе части сохраняли свою администрацию, казну (включая денежную эмиссию), войско, суды, оставалась и граница между государствами с взиманием таможенных сборов. Первый же король, избранный шляхтой, был иностранцем.

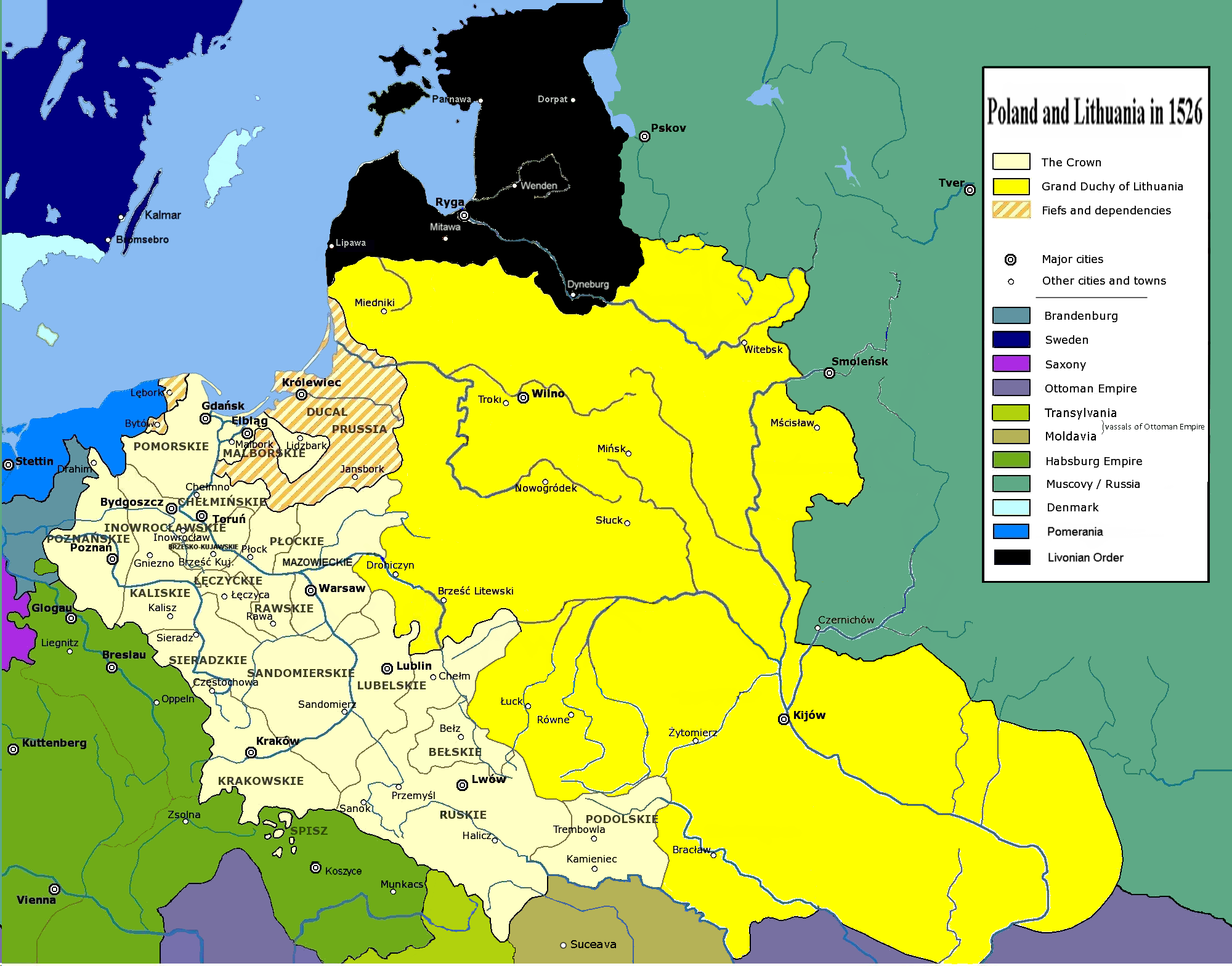
Польша и Литва перед Люблинской унией

Яростным сторонником единой Речи Посполитой был Сигизмунд II Август, будучи бездетным и больным — по мнению историков, именно его активное участие ускорило процесс и сделало возможным объединение.
Великое княжество Литовское, несмотря на протесты магнатерии, утратило при этом значительные территории на юге, Волынь, Подолье и Киевщину.

### Политическая история
Для Речи Посполитой было характерно уникальное государственное устройство. Первое столетие её существования польские историографы называют «Золотым веком», каким он был для нобилитированного меньшинства страны — шляхты, а также для многих горожан, пользовавшихся выгодами самоуправления по Магдебургскому праву.

#### Золотой век
Шляхта, в середине XVI века около 25 000 семей, насчитывавших около 500 000 членов, около 7 % населения страны, иногда защищённые предполагаемым сарматским происхождением, как «государственная нация» обеспечивала армейский контингент, определяла судебную власть, избирала короля, а также могла корректировать политику страны путем liberum veto в сейме, в Варшаве. В течение XVII века она превратилась в олигархию высшего дворянства, магнатов, которые могли позволить себе постоянно проживать в своих собственных дворцах в столице.
В начале XVII века Речь Посполитая не принимала участия в Тридцатилетней войне, но, воспользовавшись Смутным временем в Русском царстве, расширилась на восток, в ходе русско-польской войны 1609—1618 гг. даже временно заняв московский Кремль (1610—1612) и возведя на трон Русского царства польского королевича Владислава Вазу, а кроме того дойдя до побережья Чёрного моря и тем самым достигнув исторически максимального расширения своих границ в результате Деулинского мира с Москвой, закрепившего за Речью Посполитой Смоленск и Чернигов.

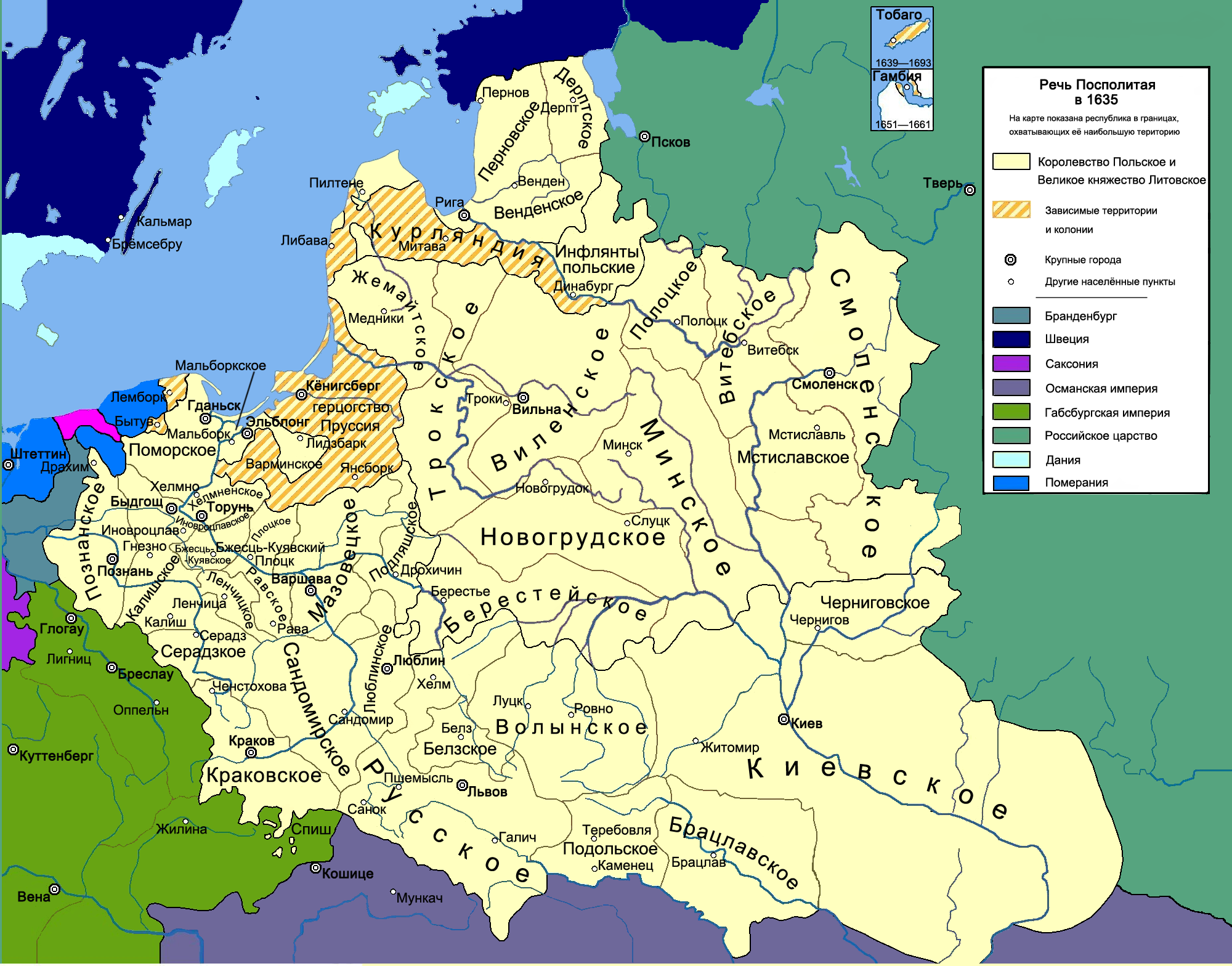
Речь Посполитая в 1635 году

Однако в дальнейшем в политической жизни страны всё более нарастала анархия, а катастрофические демографические потери в ходе войн второй половины XVII — начала XVIII веков предопределили экономический упадок. В последние годы существования страны были проведены масштабные реформы как в экономической, так и в политической сферах, с помощью которых планировалось обеспечить Речи Посполитой устойчивое развитие, однако в этот момент объединённые силы трёх соседних держав уничтожили и разделили государство между собой.
В момент образования Речь Посполитая находилась в состоянии тяжёлой войны с Русским Царством из-за Прибалтики, ставшей одной из главных причин заключения Люблинской унии. Несмотря на крайне неудачное начало, война была завершена умеренно выгодным для Речи Посполитой Ям-Запольским миром. Разногласия по поводу выборов нового короля после смерти Стефана привели к вторжению австрийской армии, которая была разбита, а возглавлявший её эрцгерцог Максимилиан взят в плен. Восстания Косинского и Наливайко в конце XVI века, несмотря на их неудачу, ознаменовали становление украинского казачества как важной политической силы.
В начале XVII века внешняя политика страны становится более экспансионистской. Так, польский король Сигизмунд III из династии Ваза вмешался в события Смуты в России и активно вёл войны с Швецией, Османской империей. Также шляхта, иногда с позволения короля, а иногда вопреки его воле, принимала участие в Молдавских войнах магнатов с целью установления контроля над Молдавией. В то же время некоторые польские подразделения приняли участие в Тридцатилетней войне на территории Священной Римской империи. Благодаря мастерству полководцев, таких, как литовский гетман Ян Ходкевич, Речь Посполитая одержала немало побед, тем не менее эти войны не привели к кардинальному изменению геополитической ситуации в её пользу.

#### Восстание Хмельницкого,Потоп, Битва при Вене

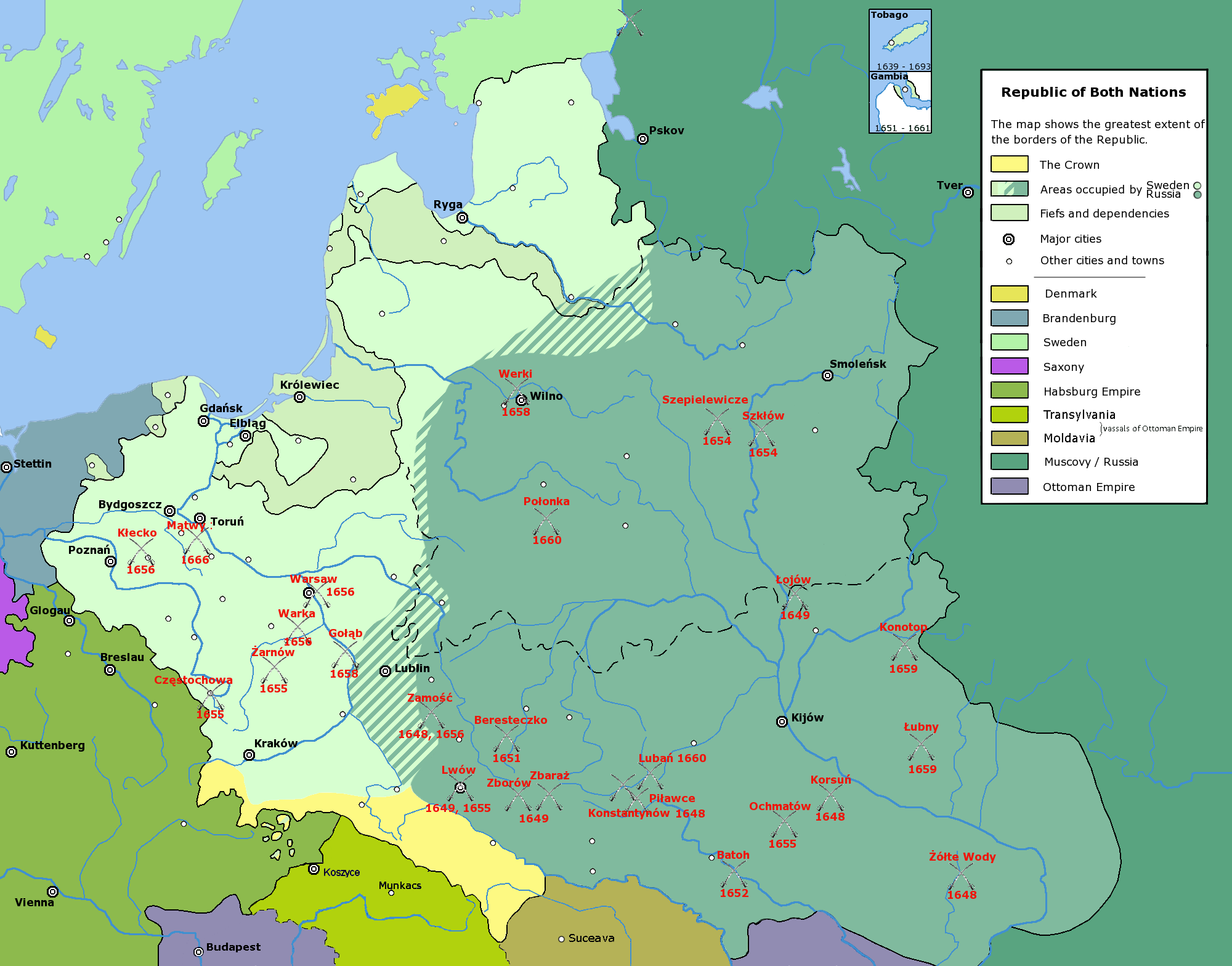
Территория Речи Посполитой на момент подписания Виленского перемирия 1656 года
Тёмно-зелёным — оккупированная часть, контролируемая русско-запорожскими войсками
Светло-зелёным — оккупированная часть, контролируемая шведскими войсками
Жёлтым — неоккупированная часть

Середина XVII века оказалась для Речи Посполитой катастрофической. Так, вначале на Украине вспыхнуло Восстание Хмельницкого, во время которого поляки вначале в 1648 г. потерпели поражения в Корсунской битве и сражении при Пилявцах, а затем взяли реванш в битве под Берестечком 1651 г. Затем в 1654 г. после Переяславской рады начались очередная русско-польская война расширившаяся в войну со Швецией, которые поставили саму Речь Посполитую на грань гибели. Тем не менее король Ян II Казимир сумел удержать страну от распада и поглощения соседями.
Попытка реформировать государство как триединую аристократическую республику Польша-Литва-Гетманщина потерпела неудачу в 1658 году из-за польского сопротивления. По Андрусовскому мирному договору 1667 года республика уступила России Смоленск и Киев.
Следующий период роста политического могущества Речи Посполитой связывается с правлением короля-полководца Яна III Собеского; наиболее известна его победа над турками в битве под стенами Вены, положившая конец экспансии Османской империи в Европе.

#### Саксонский период, Просвещение
С 1697 года аристократическая республика оказалась в составе личной унии Саксонии и Польши, которая продолжалась с перерывами до 1763 года.
Участие в Северной войне против Швеции на стороне России привело к превращению территории Речи Посполитой в арену боевых действий, вызвало разорение населения и экономическое ослабление страны. Принцип Liberum veto, мешая проведению любых реформ, приводил также и к отставанию в организации вооружённых сил по сравнению с соседними странами, что поставило дальнейшее существование Речи Посполитой под угрозу. Возрастающее вмешательство иностранных держав в её внутренние дела не встречало достойного сопротивления большую часть XVIII века.

#### Немой сейм
1 февраля 1717 года состоялся Немой сейм, из-за которого Речь Посполитая фактически превратилась в неофициальный протекторат России. Сейм получил известность благодаря тому, что продлился всего один день. Он вошёл в историю как «немой» потому, что король принял выдвигаемые ему требования (вывод саксонских войск, расширение полномочия Сейма и Сената, ограничение личной власти короля) практически без единого слова. К такому решению его склонил российский царь Пётр I. В итоге шляхта укрепила представительские органы власти в стране, а по абсолютизму был нанесён ощутимый удар. Сейм утвердил протекцию русского царя над Речью Посполитой. Роль самого сейма современные историки оценивают как негативную. Сокращение размера вооружённых сил и указание России как гаранта соглашений (даже если последнего и не было на самом деле) привело к ослаблению страны и её неофициальному превращению в российский протекторат. Российский царь теперь получал право вмешиваться во внутреннюю политику своего западного соседа. С уменьшенной армией, уходом саксонских солдат и отменой права на конфедерацию аристократия и король уже не могли бороться как друг с другом, так и с внешними угрозами. Российские войска для поддержки королевской оппозиции оставались на территории содружества ещё два года, пока Россия не договорилась с другими державами о прекращении попыток реформирования и усиления Речи Посполитой. Тем самым Немой сейм стал одним из первых прецедентов навязывания Польше внутренней политики, выгодной иностранным державам, и предшественником трёх её разделов. Историк Норман Дэвис назвал этот сейм «эффективным уничтожителем независимости Польши и Литвы».

#### Разделы Речи Посполитой
В 1768 году по итогам так называемого Сейма Репнина, на котором русский посол под угрозой русских войск в Варшаве навязал сейму невыгодные для страны законы, Речь Посполитая, уже будучи фактически неофициальным протекторатом России после Немого сейма 1717 года, перешла в ещё большую зависимость от Российской империи.
Лишь в правление последнего короля Станислава Августа Понятовского были проведены масштабные реформы, кардинально изменившие государственный строй Речи Посполитой и увенчавшиеся принятием Конституции 3 мая 1791 года.
Реформы принесли свои плоды; благодаря участию в них видных экономистов того времени, таких как Антоний Тизенгауз, наблюдался экономический подъём. Однако Россия в ходе Русско-польской войны (1792), опираясь на Тарговицкую конфедерацию, уничтожила результаты реформ. После Гродненского сейма 1793 года, по которому был утверждён второй раздел Польши, Речь Посполитая снова попала в политическую зависимость от России. Последней попыткой спасти Речь Посполитую было Восстание Костюшко, которое было подавлено русскими и прусскими войсками, и в результате Третьего раздела в 1795 году Речь Посполитая прекратила своё существование.
| Раздел | Дата                 | Участники             | Территории | Карта разделов Речи Посполитой |
| ------ | -------------------- | --------------------- | --- | ------------------------------ |
| I      | 5 августа 1772 года  | Австрия               | Часть Западной Украины и южная часть Польши                                                                             |                                |
| I      | 5 августа 1772 года  | Пруссия               | Северо-западная часть Польши                                                                                            |                                |
| I      | 5 августа 1772 года  | Россия                | Восточная Беларусь, часть Прибалтики (Инфлянты)                                                                         |                                |
| II     | 23 января 1793 года  | Королевство Пруссия   | Гданьск, Познань и Торунь с частью северных польских земель                                                             |                                |
| II     | 23 января 1793 года  | Российская империя    | Центральная часть Беларуси с городами Минск, Несвиж, Слуцк, Пинск и часть Правобережной Украины                         |                                |
| III    | 24 октября 1795 года | Эрцгерцогство Австрия | Малая Польша с Краковом и Люблином, южная часть Подляшья и западная часть Брестского воеводства                         |                                |
| III    | 24 октября 1795 года | Королевство Пруссия   | Большая часть Мазовецкого воеводства вместе с Варшавой, части Подляшского, Гродненского, Трокского воеводств и Жемайтии |                                |
| III    | 24 октября 1795 года | Российская империя    | Западная Беларусь, часть Литвы, Курляндия, Западная Волынь, часть Холмской земли                                        |                                |

### Попытки восстановления государства
Попыткой возродить Речь Посполитую можно назвать создание Наполеоном Варшавского герцогства в 1807 году. Аналогичные попытки предпринимались во время Ноябрьского восстания (1830—1831), Январского восстания (1863—1864) и в 1920-е, когда Юзеф Пилсудский выдвинул идею создания Междуморья — конфедерации Польши, Литвы, Беларуси и Украины. Современная Польша называет себя наследницей Речи Посполитой.

## Административное деление

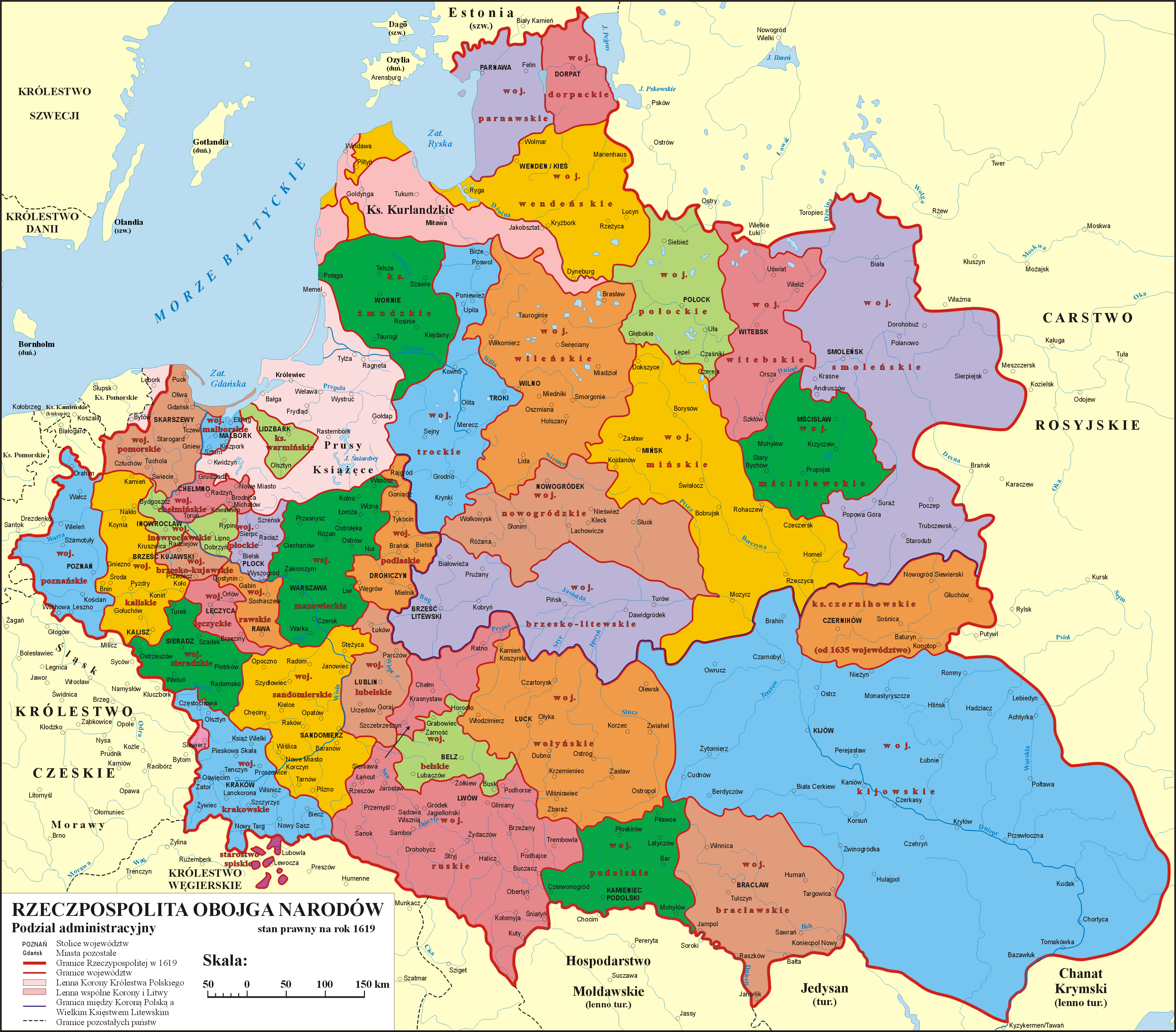
Административно-территориальное деление Речи Посполитой в 1619 году

Речь Посполитая состояла из трёх провинций. Великое княжество Литовское составляло отдельную провинцию, а Королевство Польское делилось на Великопольскую и Малопольскую провинции. Провинции делились на воеводства, а те, в свою очередь, — на поветы (уезды).

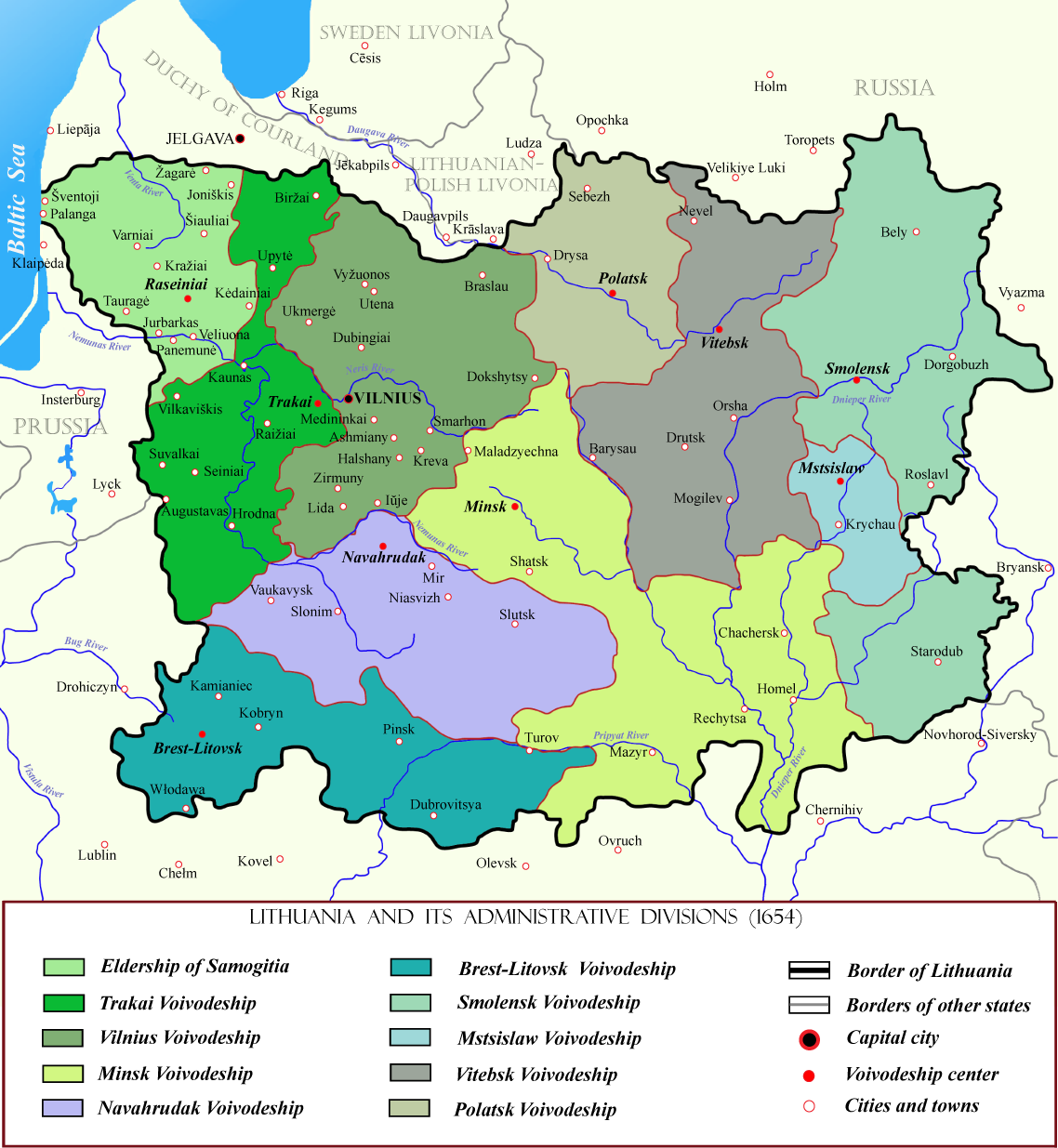
Административное деление Великого княжества Литовского на 1654 год

### Великопольская провинция
| Герб | Воеводство                | Воеводский город    | Образование | Число поветов | Территория, км² |
| ---- | ------------------------- | ------------------- | ----------- | ------------- | --------------- |
|      | Брест-Куявское воеводство | Брест-Куявский      | XIV век     | 5             | 3000            |
|      | Варминское епископство    | Лидзбарк-Варминьски | 1466        | 10            | 4249            |
|      | Гнезненское воеводство    | Гнезно              | 1768        | 3             | 7500            |
|      | Иновроцлавское воеводство | Иновроцлав          | XIV век     | 5             | 2900            |
|      | Калишское воеводство      | Калиш               | 1314        | 6             | 15 000          |
|      | Ленчицкое воеводство      | Ленчица             | 1772        | 3             | 4000            |
|      | Мальборкское воеводство   | Мальборк            | 1466        | 4             | 2000            |
|      | Мазовецкое воеводство     | Варшава             | 1526        | 23            | 23 000          |
|      | Плоцкое воеводство        | Плоцк               | 1495        | 8             | 3500            |
|      | Познанское воеводство     | Познань             | XIV век     | 4             | 15 500          |
|      | Поморское воеводство      | Скаршевы            | 1454        | 8             | 12 907          |
|      | Равское воеводство        | Рава                | 1462        | 6             | 6000            |
|      | Серадзское воеводство     | Серадз              | 1339        | 4             | 10 000          |
|      | Хелмненское воеводство    | Хелмно              | 1466        | 2             | 4654            |

### Малопольская провинция
| Герб | Воеводство              | Воеводский город   | Образование | Число поветов | Территория, км² |
| ---- | ----------------------- | ------------------ | ----------- | ------------- | --------------- |
|      | Белзское воеводство     | Белз               | 1462        | 4             | 9000            |
|      | Брацлавское воеводство  | Брацлав            | 1569        | 2             | 31 500          |
|      | Волынское воеводство    | Луцк               | 1569        | 3             | 38 000          |
|      | Киевское воеводство     | Киев               | 1471        | 3             | 200 000         |
|      | Краковское воеводство   | Краков             | XIV век     | 4             | 17 500          |
|      | Люблинское воеводство   | Люблин             | 1474        | 3             | 10 000          |
|      | Подляское воеводство    | Дрогичин           | 1513        | 3             |                 |
|      | Подольское воеводство   | Каменец-Подольский | 1434        | 3             | 17 750          |
|      | Русское воеводство      | Львов              | 1434        | 13            | 83 000          |
|      | Сандомирское воеводство | Сандомир           | XIV век     | 7             | 24 000          |
|      | Черниговское воеводство | Чернигов           | 1635        | 2             |                 |

### Великое княжество Литовское
| Герб | Воеводство              | Воеводский город | Образование | Число поветов | Территория, км² |
| ---- | ----------------------- | ---------------- | ----------- | ------------- | --------------- |
|      | Берестейское воеводство | Брест            | 1566        | 2             | 40 600          |
|      | Виленское воеводство    | Вильна           | 1413        | 5             | 44 200          |
|      | Витебское воеводство    | Витебск          | 1511        | 2             | 24 600          |
|      | Жемайтское староство    | Россиены         | 1411        | 1             | 23 300          |
|      | Минское воеводство      | Минск            | 1566        | 3             | 55 500          |
|      | Мстиславское воеводство | Мстиславль       | 1566        | 1             | 22 600          |
|      | Новогрудское воеводство | Новогродок       | 1507        | 3             | 33 200          |
|      | Полоцкое воеводство     | Полоцк           | 1504        | 1             | 21 800          |
|      | Смоленское воеводство   | Смоленск         | 1514        | 2             | 53 000          |
|      | Трокское воеводство     | Троки            | 1413        | 4             | 31 100          |

Особое положение было закреплено за Задвинским герцогством (Ливонским княжеством), провинцией Великого княжества Литовского с ноября 1561 года. После подписания Люблинской унии герцогство стало совместным владением (кондоминиумом) Польской Короны и Княжества Литовского. В 1582 году герцогство было поделено на три части, преобразованные в 1598 году в Венденское, Дерптское и Перновское воеводства. В результате войны со Швецией 1600—1627 годов основная часть герцогства отошла последней, а оставшаяся часть Венденского воеводства была преобразована в Инфлянтское воеводство (формально создано в 1667 году).
Кроме перечисленного, в состав Королевства Польского входили обладавшие особым статусом автономные Княжество Севежское и Княжество-епископство Варминское. Также в состав Короны входило несколько анклавов в Спише.

### Столица
Официальной столицей Речи Посполитой был Краков. В 1596 замок Вавель подвергся пожару, поэтому король Сигизмунд III временно перенёс резиденцию в Варшаву. С тех пор Варшава стала фактической столицей, хотя столичное положение города не было зафиксировано ни в одном документе, а польские короли и великие князья литовские продолжали короноваться в Кракове. При Стефане Батории королевский двор находился в Гродно. Варшава была провозглашена официальной столицей только по принятии Майской конституции 1791 года.

## Государственное устройство

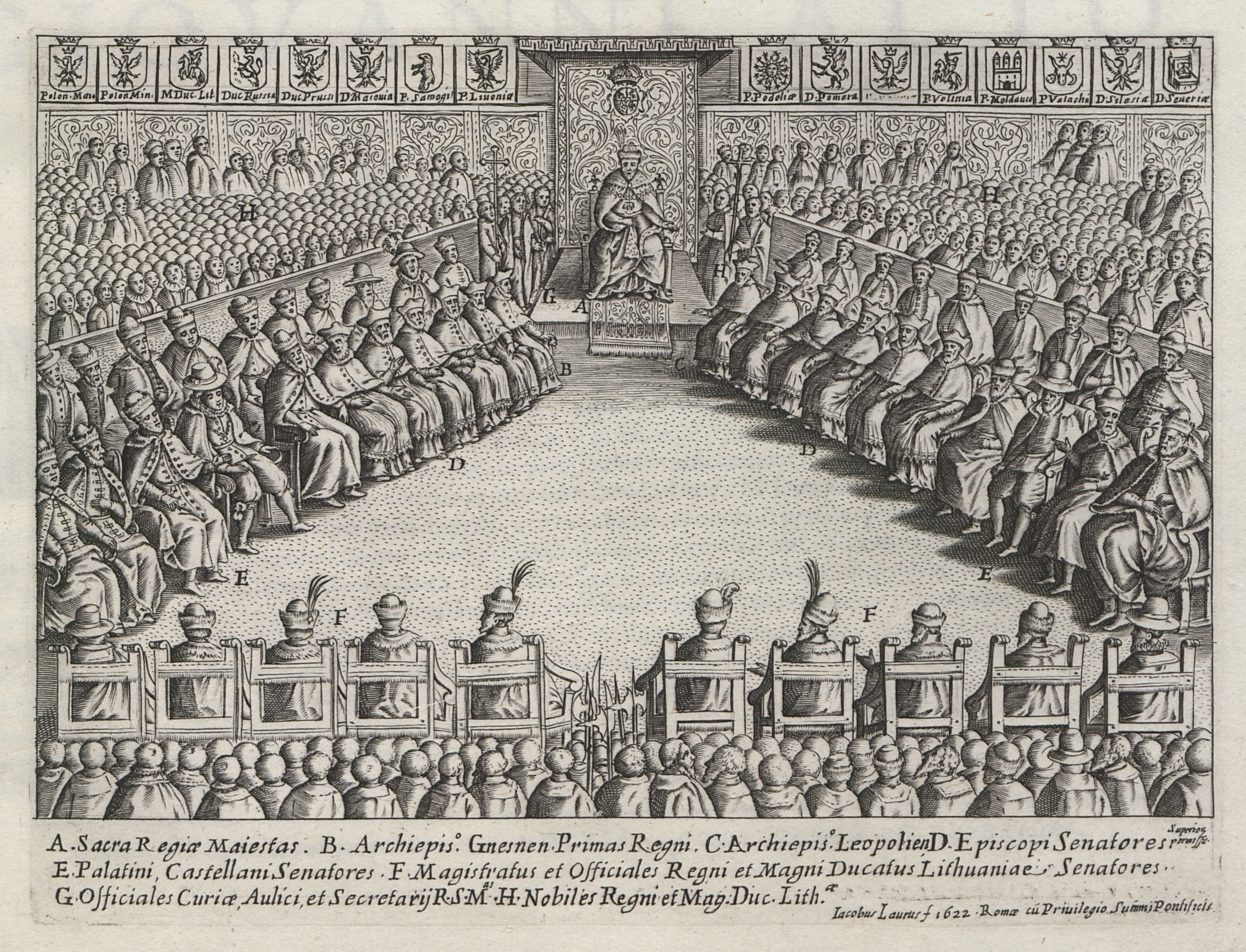
Сейм (парламент) Речи Посполитой в 1622 году (Зал депутатов в Королевском замке в Варшаве)

Речь Посполитая считалась общим государством «обоих народов» — польского и литовского, под которыми понималась совокупность представителей шляхетского сословия Королевства Польского и Великого княжества Литовского. Верховная власть, сильно ограниченная со стороны шляхты, принадлежала пожизненно избираемому монарху, носившему единый титул короля польского и великого князя литовского (в его краткой версии).
Избрание монарха происходило на проводившемся в окрестностях Варшавы элекционном сейме, принять участие в котором могли все шляхтичи. Право быть избранным также имел каждый шляхтич, при этом в большинстве случаев кандидатами на престол становились представители иностранных династий. Избираемый пожизненно монарх не имел права передачи трона по наследству, издания декретов (привилеев), противоречащих законам, а также ареста шляхтича без суда. Дополнительные ограничения на королевскую власть накладывали так называемые генриковы артикулы, принимаемые монархом перед вступлением на престол. Политические и финансовые обязанности монарха определялись ещё одним обязательным соглашением, известным как Pacta conventa. Подписанием этого договора король и великий князь отказывался от передачи трона по наследству, обязывался править в согласии с королевским советом из 18 сенаторов, не реже раза в два года созывать Сейм, без разрешения которого не объявлять войны и мира и не вводить новые налоги. На территории Великого княжества Литовского условия правления великого князя определялись также положениями Статута Великого княжества Литовского.

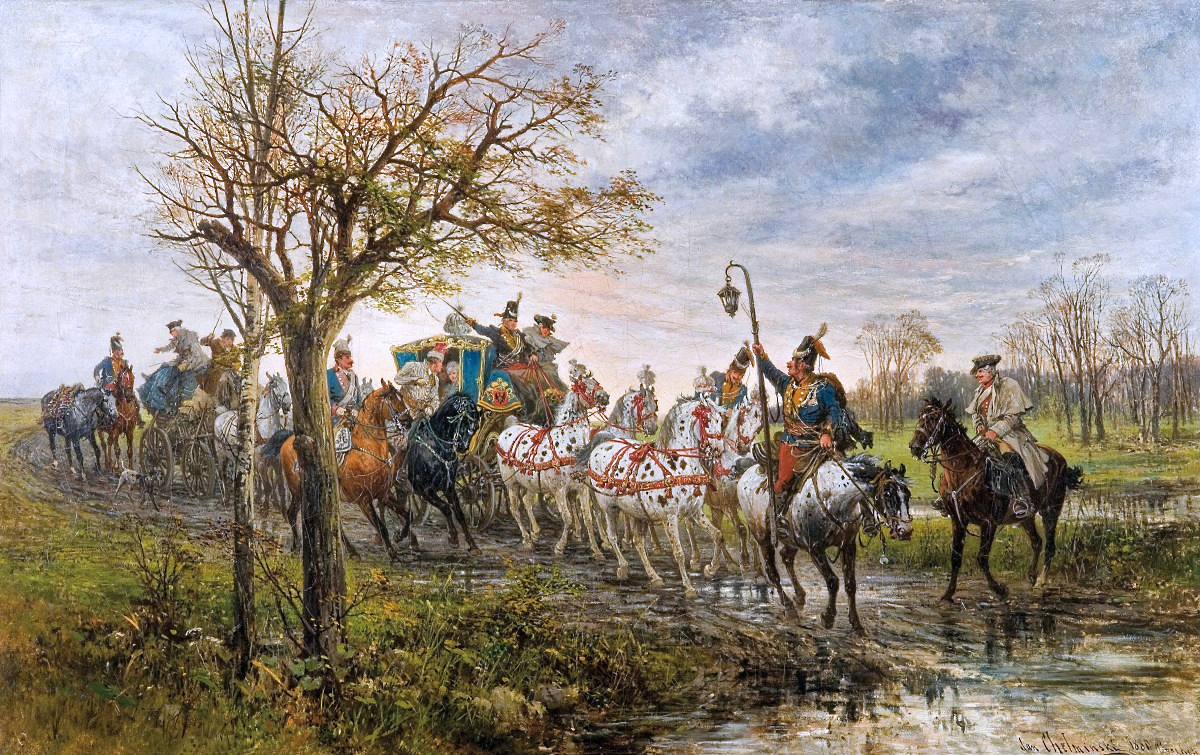
Путешествие двора польского магната во времена короля Августа III Саксонского. Художник Ян Хельминский, 1880 год

Законодательная, а также частично судебная власть находилась в руках Сейма, состоявшего из двух палат: Сената и Посольской избы. В состав Сената входили высшие государственные сановники и католическое духовенство, Посольская изба состояла из депутатов, называемых послами. Выборы депутатов происходили на поветовых сеймиках, представлявших собой специально созываемые перед началом работы Сейма собрания местной шляхты. Каждый повет отправлял на сейм двух делегатов, которым вручались составленные на сеймике инструкции, отражающие позицию шляхты повета по обсуждаемым на Сейме вопросам.
Будучи парламентским институтом, сеймики также исполняли функцию органов местного самоуправления, представлявшими собой основную форму реализации политических интересов шляхты, постоянно добивавшейся расширения их полномочий. С формальной и идеологической точки зрения все представители шляхты были равны, хотя на практике решающую роль в управлении государством играла немногочисленная группа крупнейших землевладельцев — магнатов. Особенно сильно влияние магнатерии было в Великом княжестве Литовском, однако с течением времени подобная ситуация сложилась и в Королевстве Польском. Постепенно мелкая и даже средняя шляхта оказалась зависима от магнатов, так как без их поддержки не могла добиться назначения на должности и улучшения своего экономического положения. По мере расширения влияния магнатов сеймиковая политическая культура приходила в упадок, виной чему была слабость государственного аппарата и особенно отсутствие влияния центральной власти на регионы.

## Территория и демография

### География

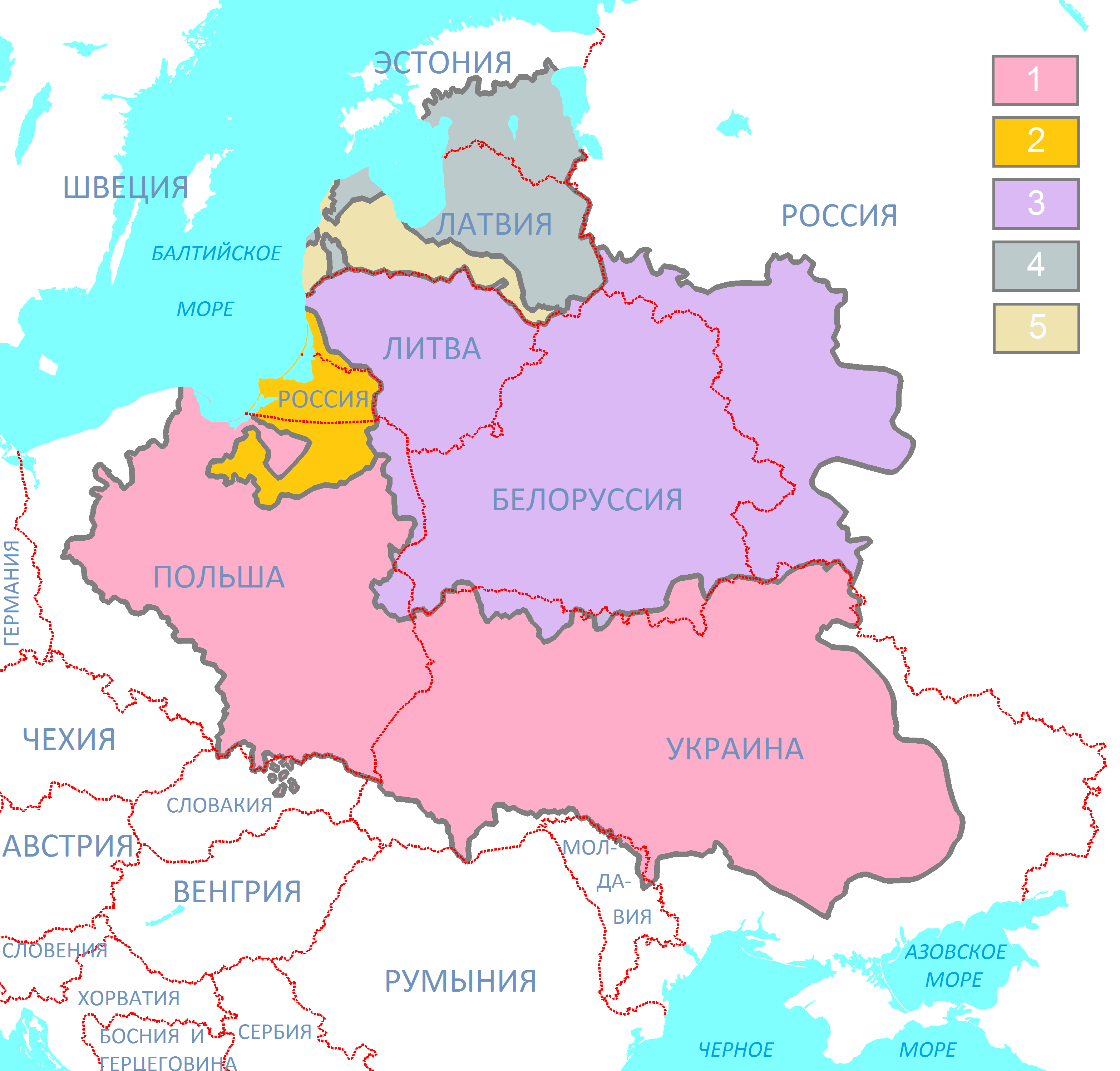
Карта Речи Посполитой после Деулинского перемирия, совмещённая с картой границ современных государств
Обозначения:
Королевство Польское («Корона»)
Герцогство Пруссия, вассал Короны
Великое княжество Литовское («Литва»)
Задвинское герцогство, кондоминиум Литвы и Короны
Герцогство Курляндия и Семигалия, вассал Литвы, а с 1569 года — Речи Посполитой

Речь Посполитая располагалась преимущественно на территориях современных Польши, Украины, Беларуси и Литвы, а также на части территории России, Латвии, Эстонии, Молдовы и Словакии. В северо-западной части государства, омывавшейся Балтийским морем, на протяжении всего её существования располагалось германское герцогство, а затем и королевство Пруссия.
На протяжении двух веков Речь Посполитая была одним из крупнейших государств Европы. После подписания в 1618 году Деулинского перемирия её территория достигла максимальной площади в 990 тыс. км² и оставалась таковой до перехода основной части Ливонии к Швеции по Митавскому перемирию в 1622 году.
В 1772 году Польша-Литва занимала площадь 730 тыс. км² и насчитывала около 12 миллионов жителей.

### Население и этноязыковая ситуация
Численность населения примерно с 7 миллионов в 1569 году достигла 12,3 миллиона человек в 1771 году.
| Год | Население, млн чел. | Площадь, тыс. км² | Плотность, чел. на км² |
| --- | ------------------- | ----------------- | ---------------------- |
| 1580 | 7,5                 | 865               | 9                      |
| 1650 | 11                  | 878               | 12                     |
| 1771 | 12,3                | 718               | 17                     |
| Источник: Cezary Kuklo. Demografia Rzeczypospolitej Przedrozbiorowej. — Warsawa: Wydawnictwo DiG, 2009. — P. 211. — 518 p. |                     |                   |                        |

До Люблинской унии Королевство Польское было заселено гораздо плотнее Великого княжества Литовского, где при примерно троекратном преимуществе в площади территории плотность населения была в 3—4 раза ниже. Значительная часть земель Великого княжества была практически безлюдна (см. Дикое Поле). Подобная ситуация сохранялась и позднее. Наиболее значительно население государства сокращалось в годы военных лихолетий и массовых эпидемий второй половины XVII — начала XVIII веков.
Кроме поляков и литвинов (литовцев и католиков белорусов), население состояло из русинов (православных белорусов и украинцев), немцев, латышей, эстонцев, евреев, караимов и татар. Естественный прирост населения достиг восьми-девяти процентов в XVI веке. Развитие сельского хозяйства, улучшение медицинских и санитарно-гигиенических условий жизни населения, приводило к снижению смертности.

## Экономика

### Финансовая система
Как и везде в Европе того времени, в основу финансов Речи Посполитой были положены монеты, чья ценность обеспечивалась содержанием в них драгоценных металлов. Однако обе части страны, Польша и Литва, несмотря на объединение, сохранили свои монетные системы.

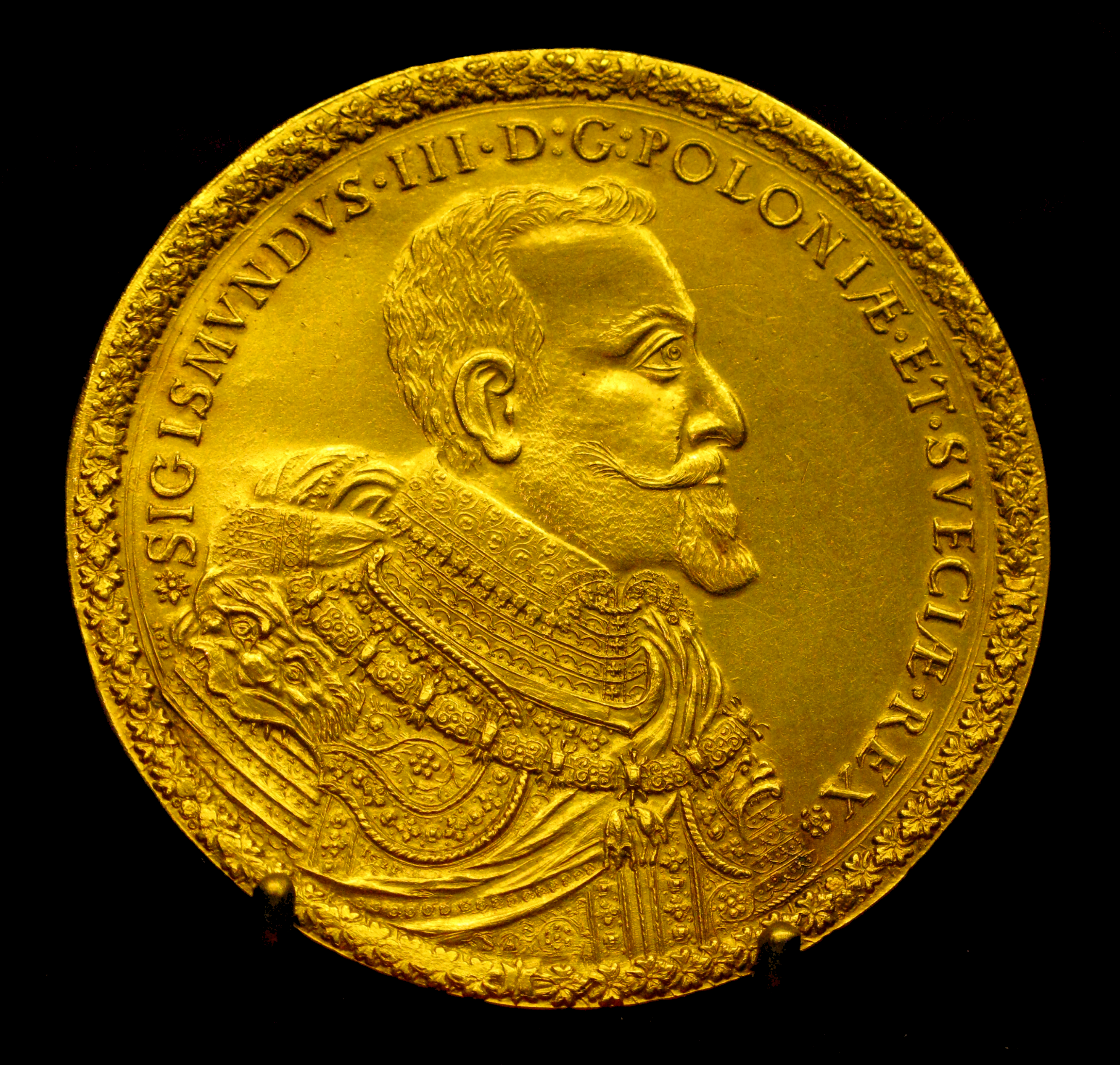
40 дукатов Сигизмунда III Вазы

Основой денежной системы в Королевстве Польском был польский грош, или осьмак. Один грош делился на 8 денариев, а 30 польских грошей составляли злотый. Основой денежной системы Великого Княжества Литовского был литовский грош, причём 8 литовских грошей были равны 10 польским. Один литовский грош делился на 10 пенязей, а 60 грошей составляли копу. Копа и злотый были счётными денежными единицами, остальные выпускались в виде реальных серебряных и биллонных монет. Реже использовались другие счётные единицы, такие как вярдунок, рубль и гривна. В разные годы чеканились монеты достоинством в 1/2, 1, 2, 3 пенязя, 1/2, 1, полтора, 2, 3, 4, 6, 8 польских и литовских грошей.

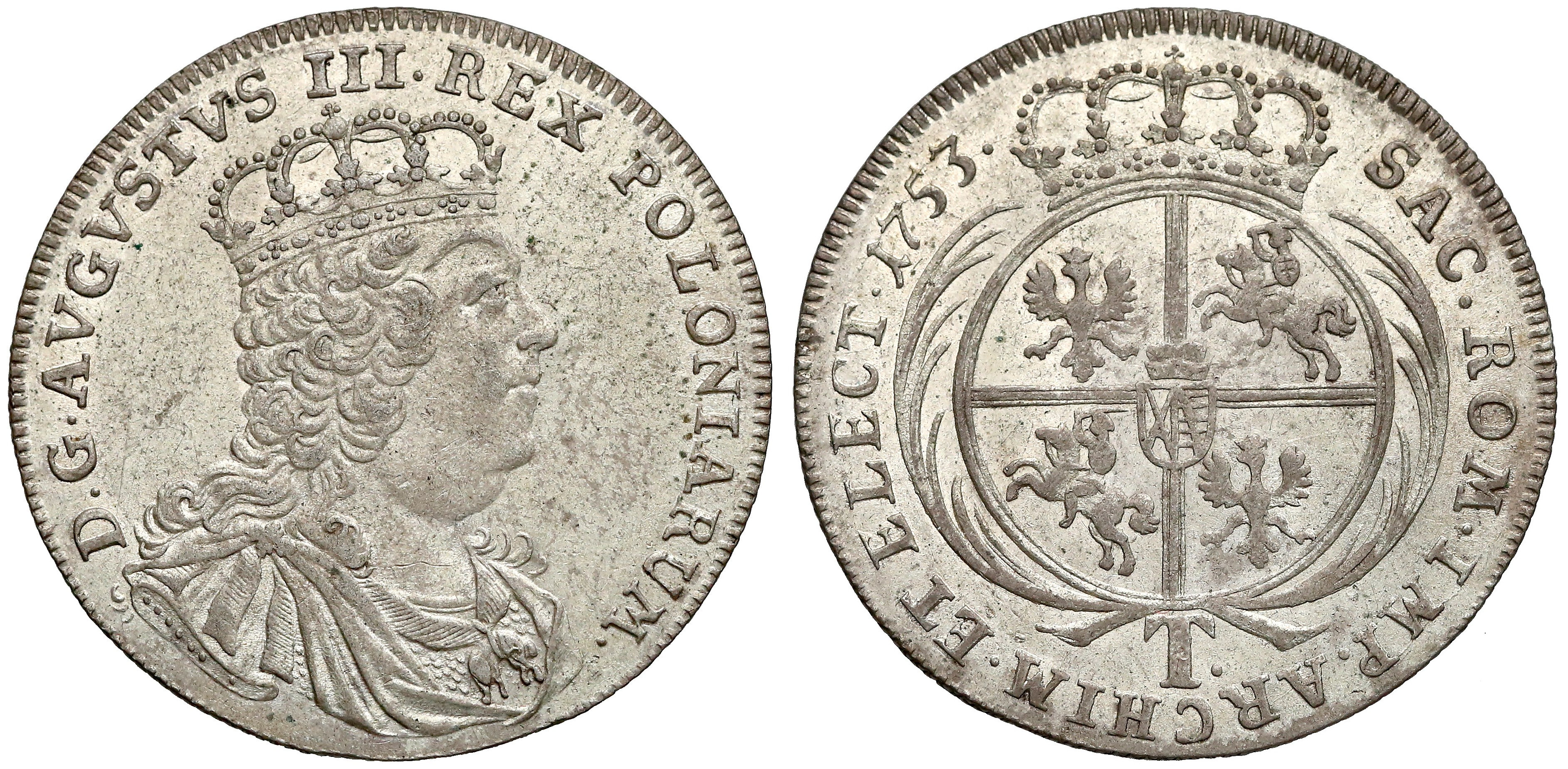
Тымф Августа III (1753)

Кроме того, в Речи Посполитой выпускалась крупная серебряная монета — талер и крупная золотая — дукат, а также дробные и кратные им единицы, такие как 1/2, 1/4, 1/6 талера; 1/2 дуката, 2 дуката. Поскольку талер чеканился из серебра высокой пробы, а содержание серебра в гроше постепенно понижалось в связи с инфляцией, его курс не был постоянным, изменившись за время существования Речи Посполитой от 30 до 240 польских грошей за 1 талер. Стоимость дуката составляла от 1,5 до 2,5 талеров.
К середине XVII века пенязи-денарии вышли из употребления, им на смену пришла мелкая медная монета — солид, или шэляг (нынче обычно называемый боратинкой), курс которого составлял 1/3 польского гроша, иногда падая до 1/5 гроша. Реформой 1766 г. устаревшие монеты XVII—XVIII веков были изъяты из обращения, содержание серебра в монетах было повышено, а низшие грошовые номиналы становятся медными.
Подобно большинству стран Европы тех времён, в Речи Посполитой выплаты могли осуществляться монетами любых государств в соответствии с содержанием в них драгоценных металлов, причём в целях упрощения и единообразия расчётов суммы обычно пересчитывались в национальные денежные единицы. В связи с этим рынки Речи Посполитой свободно принимали талеры и дукаты других стран Европы, равные по номиналу и стоимости отечественным. Также на рынках обращалось значительное количество мелких серебряных монет соседней Пруссии и других германских княжеств, Ливонского ордена (во 2-й пол. XVI в.), Швеции (с 1621 г.) и других государств.

## Войско

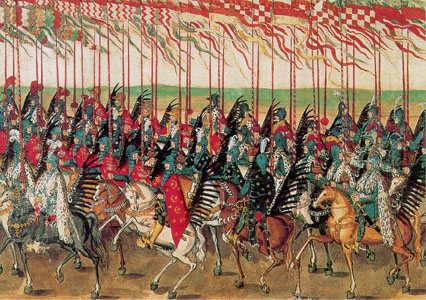
Придворная рота гусарии. Изображение парада в Кракове в честь свадьбы Сигизмунда III в декабре 1605 года. Рисунок со Стокгольмского свитка

На протяжении своего существования, польско-литовское государство, почти непрерывно само вело войны с соседями, принимало участие в войнах союзников и альянсов с его участием, отражало многочисленные татарские походы, а также занималось подавлением внутренних мятежей, порой носивших катастрофический характер. Две части Речи Посполитой имели свою армию, каждую из которых возглавляли Великий гетман и Польный (полевой) гетман.
В начале XV века войско объединённых личной унией Королевства Польского и Великого княжества Литовского было типичным феодальным ополчением, которое созывалось на время войны из числа вассалов короля Польши и великого князя Литовского (посполитое рушение).
С конца XV века основу войска стали составлять отряды наёмников местной и иноземной военной традиции (войска польского авторамента). Наёмные конные и пехотные роты местной военной традиции (позднее — хоругви) делились на тяжеловооружённые копийничьи и легковооружённые стрелковые. На рубеже XV/XVI веков появились подразделения вооружённые аркебузами. Хоругви, состоявшие из почтов, в свою очередь объединялись в гуфы.
К середине XVI века в войнах с крымскими татарами и Русским государством окончательно сложилось характерное для польско-литовского войска XVI — 1-й половины XVII веков тактическое построение, известное как «старое польское уряженье». Ливонская война привела к реформе войска Речи Посполитой. В 1563 году «оброна поточная» была преобразована в «кварцяное войско» (wojsko kwarciane). В 1576 году гусария была выделена в отдельный род тяжёлой конницы, которая предназначались для нанесения таранного удара пиками в сомкнутых боевых порядках. Кавалерия была наиболее многочисленной и боеспособной частью польско-литовского войска, в которой гусария составляла бо́льшую часть.
В 1652 году вместо кварцяного войска было создано войско компутовое.
После Немого сейма 1717 года, когда Речь Посполитая попала под давление Русского царства, количество солдат армии компутовой было сокращено до 18000 для Короны и 6200 для Литвы. Такой контроль над численностью армии Речи Посполитой существовал вплоть до Конституции 3 мая, принятой в 1791 году.

## Культура

### Религиозная история
Население Речи Посполитой было многоконфессиональным: в этнических Польше и Литве проживали в основном римо-католики, на русских землях — православные, а затем униаты, по всей территории государства проживали протестанты различных направлений, иудеи (среди еврейского меньшинства) и мусульмане (среди татарского меньшинства). В первые годы существования государства господствовала веротерпимость: равноправие католиков и православных гарантировалось привилеем от 7 июня 1563 года, а в 1573 году Варшавская конфедерация провозгласила свободу вероисповедания. Но на деле, конфессионального равноправия не было, ни до, ни после Брестской унии (1596).

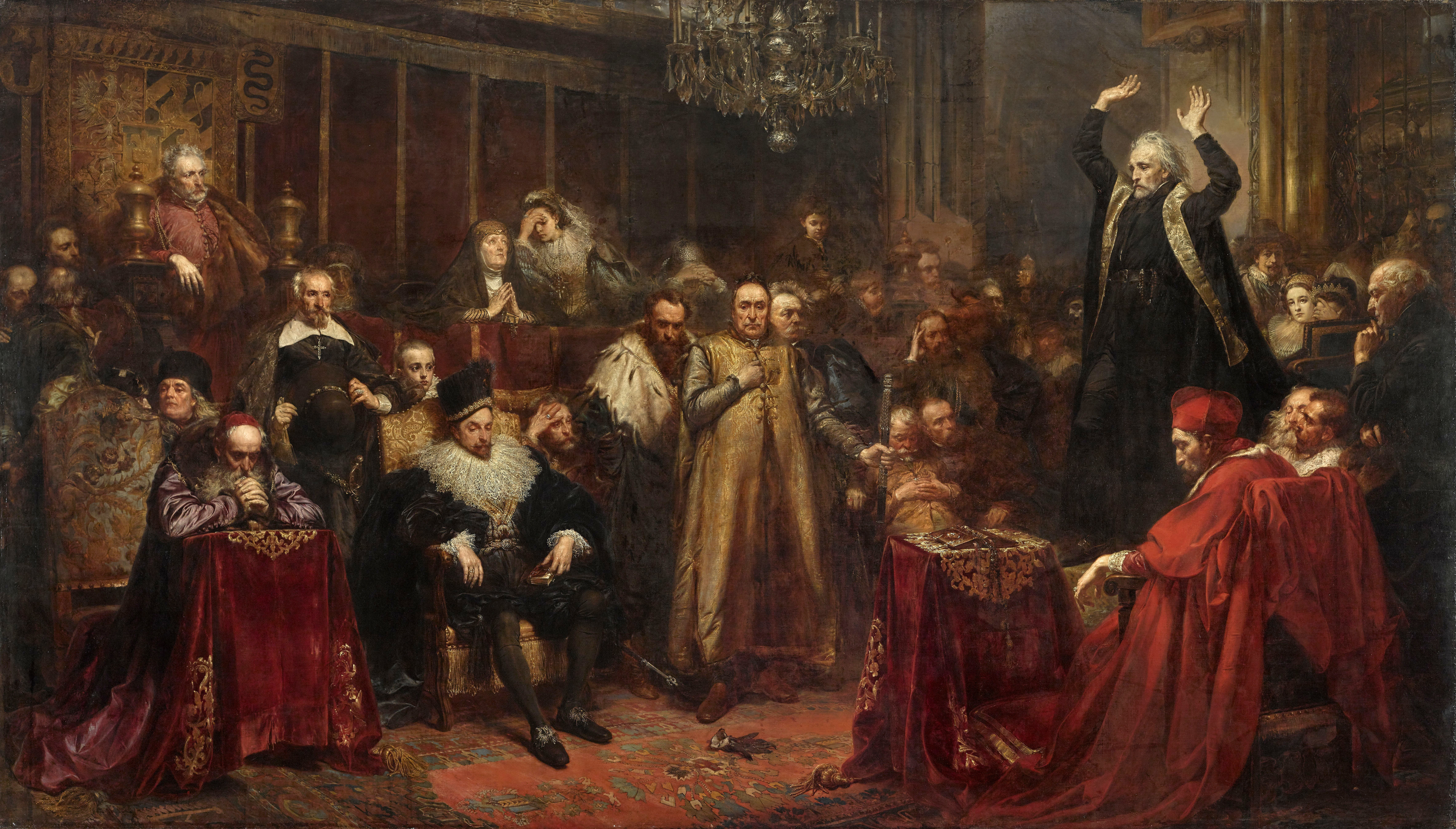
Ян Матейко. «Проповедь Скарги». 1864 г.

Однако в правление Сигизмунда III религиозная обстановка в стране изменилась; среди многих причин этого называют победу Контрреформации; взгляды ряда влиятельных иерархов католической и православной церквей, включая Петра Скаргу и Ипатия Поцея, по различным религиозным вопросам, таким, например, как вопрос о единстве веры и полезности этого для страны и общества; ослабление православной церкви в XVI веке в ходе Реформации и Ливонской войны (разорение Полоцка и взятие в плен российскими войсками православного архиепископа Арсения) и др. В 1596 году на церковном соборе была принята Брестская уния, приведшая к возникновению униатской церкви. Первым следствием этого события явился резкий рост религиозной конфронтации, доходящей до восстаний и убийств (таких, например, как восстания, связанные с деятельностью архиепископа Иосафата, и его убийство). Уния также вызвала рост самоорганизации общества в форме братств и бурное распространение полемической литературы.
Сейм 1632 года, приведший к власти Владислава IV, сделал ряд шагов в сторону возвращения веротерпимости, приняв законы, обеспечивавшие права протестантов, православных и униатов. К 1647 году в Речи Посполитой насчитывалось около 4 тысяч униатских и более 13,5 тысяч православных приходов.
К середине XVII века уровень религиозных свобод в Речи Посполитой стал уступать уровню передовых европейских стран. К этому времени большинство протестантских общин прекратили своё существование, оставаясь заметным религиозным меньшинством только на немногих приграничных территориях. Часть протестантов эмигрировала в Западную Европу. Сделавшись господствующей религиозной организацией, католическая церковь стала преследовать атеизм; одного из приверженцев этого учения — Казимира Лыщинского — казнили в 1689 году. С другой стороны, в Речь Посполитую переселялись верующие из стран, где уровень религиозных свобод стоял ещё ниже; таковыми были, например, преследуемые в России староверы.
Подчинение Киевской православной митрополии Московскому патриархату в 1686 году означало потерю самостоятельности православной церкви в Речи Посполитой; число её прихожан продолжало уменьшаться. Ко времени разделов Речи Посполитой православные стали небольшим религиозным меньшинством, в то время как униатская церковь вышла на второе место в стране после католичества, насчитывая 8 епархий с 9300 приходами, 172 монастырями, 10 300 священниками и 4,5 миллионами прихожан (36 % населения Речи Посполитой).
В XVIII веке религиозный вопрос широко использовался соседями Речи Посполитой для вмешательства в её внутренние дела.

### Архитектура
Немалую роль в Речи Посполитой, особенно в её образовательной системе, играл орден иезуитов. Вступавшие в орден поляки работали как в пределах Речи Посполитой, так и по всему миру. Среди наиболее знаменитых польских иезуитов XVII века — Андрей Боболя (убитый казаками в Полесье в 1657 году) и Михал Бойм (умерший в 1659 году в джунглях на вьетнамско-китайской границе, пытаясь найти последнего южноминского императора и доставить ему ответ папы римского на просьбу о помощи китайской императрицы-католички).

### Комментарии
1. ↑  «Качибей. 48.55. Замок древний, разрушенный, стоит на берегу Овидиевого озера. Был известной польской торговой факторией, где соль хранилась морская…»
2. ↑  Стокгольмский свиток — свиток длиной 15 метров, захваченный шведами при разграблении Варшавы в 1655 году.

### Сноски
1. ↑  "Руськая" серия Коронной метрик. Дата обращения: 2 октября 2017. Архивировано из оригинала 3 октября 2017 года.
2. ↑  С. Захаркевич. Армяне Речи Посполитой: анализ модели культурной адаптации // Художественная культура армянских общин на землях Речи Посполитой: Материалы Международной научной конференции / Сост. и отв. ред. И. Н. Скворцова. — Минск: Арт. Дизайн, 2013. — С. 23.
3. ↑  Например, карта Хоманна. Архивировано 2 июня 2021 года., 1716.
4. ↑  Вялікае Княства Літоўскае. Энцыклапедыя у 3 т. — Мінск: БелЭн, 2005. — Т. 1: Абаленскі — Кадэнцыя. — С. 18. — 684 с. — ISBN 985-11-0314-4. (бел.)
5. ↑  Речь Посполита : [арх. 30 ноября 2022] // Пустырник — Румчерод. — М. : Большая российская энциклопедия, 2015. — С. 458. — (Большая российская энциклопедия : [в 35 т.] / гл. ред. Ю. С. Осипов ; 2004—2017, т. 28). — ISBN 978-5-85270-365-1.
6. ↑  Голенченко Г. «Шляхетская демократия» в Великом княжестве Литовском XVI–XVІІІ вв // Беларусь и Россия: общество и государство. — Минск. — Вып. 2. Архивировано 10 сентября 2011 года.
7. ↑  Pietrzyk-Reeves D. The foundations of Rzeczpospolita in the 16th century and the influence of humanism and republicanism (пол.) = Pietrzyk-Reeves D. Podstawy wspólnotowego ładu Rzeczypospolitej w XVI wieku a wpływ humanizmu i republikanizmu // Polska czyli… Idee wspólnoty politycznej i tożsamości narodowej w polskiej tradycji intelektualnej. — Kraków: Ośrodek Myśli Politycznej, 2011. — S. 15—50. Архивировано 19 октября 2017 года.
8. ↑  Хархордин О. В. Была ли res publica вещью? // Неприкосновенный запас. — 2007. — № 5 (55). Архивировано 14 августа 2019 года.
9. ↑  См., например, текст договора Яна III Собеского с Фридрихом Августом (1677)  Архивная копия от 10 ноября 2013 на Wayback Machine (лат.) или текст союзного договора Речи Посполитой с Прусским королевством (1790)  Архивная копия от 1 февраля 2021 на Wayback Machine (пол.).
10. ↑  Дмитрук, Е. П. Название польского государства и особенности его политико-государственного устройства в XX в. согласно конституционным актам: историко-юридический анализ // Право.by. — 2014. — 1 (27). — c. 13-18.
11. ↑  Gierowski, Józef. Historia Polski 1505–1764. — Warsaw : PWN, 1986a. — P. 92–109. — ISBN 83-01-03732-6.
12. ↑  Peter Paul Bajer: Scots in the Polish-Lithuanian Commonwealth 16th-18th century: the formation and disappearance of an ethnic group. Leiden 2012, S. 309.
13. ↑  Основанием этой карты послужила другая, изданная в Кракове в 1526—28 годах Б. Ваповским Tabula Sarmatiae, regna Poloniae et Hungariae utrusque Valachiae, nec non Turciae, Tartariae, Moscoviae et Lithuaniae partem comprehendens — Информация из: Додаток В: Оригінальні тексти та їх давні и сучасні переклади (до розділу 2) // Вирський Д. Річпосполитська історіографія України (XVI — середина XVII ст.) — К.: Інститут історії України НАН України, 2008. — В 2-х ч. — Ч.2 (Додатки). стр. 44, 74
14. 1 2 3  Jacek Jędruch[англ.]. Constitutions, elections, and legislatures of Poland, 1493—1977: a guide to their history (англ.). — EJJ Books, 1998. — P. 153—154. — ISBN 978-0-7818-0637-4. Архивировано 17 января 2023 года.
15. ↑  Richard Bonney. The rise of the fiscal state in Europe, c. 1200—1815 (англ.). — Oxford University Press, 1999. — P. 475. — ISBN 978-0-19-820402-2.
16. 1 2  Norman Davies. God’s Playground: 1795 to the present (неопр.). — Columbia University Press, 2005. — С. 460. — ISBN 978-0-231-12819-3.
17. ↑  Norman Davies. Europe: a history (неопр.). — HarperCollins, 1998. — С. 659. — ISBN 978-0-06-097468-8.
18. ↑  Jerzy Lukowski; W. H. Zawadzki. A concise history of Poland (неопр.). — Cambridge University Press, 2006. — С. 109. — ISBN 978-0-521-61857-1.
19. ↑  Norman Davies. God’s Playground: The origins to 1795 (неопр.). — Columbia University Press, 2005. — С. 377. — ISBN 978-0-231-12817-9.
20. ↑  J. S. Bromley. The New Cambridge modern history (неопр.). — Cambridge University Press, 1957. — С. 714. — ISBN 978-0-521-07524-4.
21. ↑  Andrzej Jezierski. Historia gospodarcza Polski. — Key Text Wydawnictwo, 2010. — С. 68. — 570 с. — ISBN 978-83-87251-71-0. Архивировано 24 февраля 2022 года.
22. ↑  Saulius A. Suziedelis. Historical Dictionary of Lithuania. — Scarecrow Press, 2011-02-07. — 428 с. — ISBN 978-0-8108-7536-4. Архивировано 24 февраля 2022 года.
23. ↑  James Madison. The Federalist Papers Penguin Classics. — 1987. — ISBN 0-14-044495-5. Архивировано 19 марта 2015 года.
24. ↑  Albert Blaustein. Constitutions of the World. — Fred B. Rothman & Company, 1993. — ISBN 0-8377-0362-X. Архивировано 29 марта 2017 года.
25. ↑  Bill Moyers. Moyers on Democracy 2009. — Random House Digital, Inc.. — P. 68. — ISBN 978-0-307-38773-8. Архивировано 17 января 2023 года.
26. ↑  Jeremy Black. Russia’s Rise as a European Power, 1650—1750 // History Today, Vol. 36 Issue: 8, August 1986. Архивная копия от 9 июня 2019 на Wayback Machine
27. ↑  Administration // Encyclopedia Lituanica  / Simas Sužiedėlis, Juozas Kapočius. — Boston, Massachusetts, 1970—1978. — Т. I. — С. 17—21.
28. ↑  Stasys Vaitiekūnas. Lietuvos gyventojai: Per du tūkstantmečius. — Vilnius: Mokslo ir enciklopedijų leidybos institutas, 2006. — P. 53. — ISBN 5-420-01585-4.
29. 1 2  Грыцкевіч А. Дзяржаны і палітычны лад // Вялікае Княства Літоўскае. Энцыклапедыя у 3 т. — Мінск: БелЭн, 2005. — Т. 1: Абаленскі — Кадэнцыя. — С. 43—44. — 684 с. — ISBN 985-11-0314-4. (бел.)
30. ↑  Радаман А. Соймік // Вялікае Княства Літоўскае. Энцыклапедыя у 3 т. — Мінск: БелЭн, 2005. — Т. 2: Кадэцкі корпус — Яцкевіч. — С. 617. — 788 с. — ISBN 985-11-0378-0. (бел.)
31. 1 2 3  Cezary Kuklo. Demografia Rzeczypospolitej Przedrozbiorowej. — Warsawa: Wydawnictwo DiG, 2009. — P. 211. — 518 p. — ISBN 978-83-7181-590-4.
32. ↑  Hans Roos: Polen von 1668 bis 1795. In: Theodor Schieder, Fritz Wagner (Hrsg.): Handbuch der Europäischen Geschichte. Band 4: Europa im Zeitalter des Absolutismus und der Aufklärung. Stuttgart 1968, S. 690—752, hier S. 746ff.
33. ↑  Рябцевич В. Н. Нумизматика Беларуси. — Минск: Полымя, 1995.
34. ↑  Денисон Дж. История конницы: От вооружения конницы огнестрельным оружием до Фридриха Великого // История конницы = Denison G. Т. A History of Cavalry from the earliest times with lessons for the future. — London: McMillan, 1877. — История конницы: В 2 кн. Кн. 1. — М.: ACT, 2001. — СПб.: Военно-историческая библиотека, 1897. — Т. 3. вып. 4. — 479 с. — ISBN 5-17-004683-9.
35. ↑  Нарысы гісторыі Беларусі. — Минск: Беларусь, 1994. — Т. 1. — С. 177. — 528 с.
36. ↑  Вялікае Княства Літоўскае. Энцыклапедыя у 3 т. — Мн.: Беларуская Энцыклапедыя імя П. Броўкі, 2005. — Т. 1: Абаленскі — Кадэнцыя. — С. 114—116. — 684 с. — ISBN 985-11-0314-4
37. ↑  Вольные люди из московских владений. Когда была основана Ветка? Сайт города Ветка и Ветковского района Гомельской области. Дата обращения: 24 марта 2018. Архивировано из оригинала 24 марта 2018 года.
38. ↑  Ветковская школа иконописи, ветковская резьба… Чем ещё знаменит город Ветка в Гомельской области?. Столичное телевидение - СТВ. Архивировано 24 марта 2018. Дата обращения: 24 марта 2018.
39. ↑  Kuklo C. Demografia Rzeczypospolitej Przedrozbiorowej. — Warsawa: Wydawnictwo DiG, 2009. — P. 211. — 518 p.
40. ↑  Mungello David E. Curious Land: Jesuit Accommodation and the Origins of Sinology. — Honolulu: University of Hawaii Press, 1989. — P. 139. — 405 p. — ISBN 0824812190. — ISBN 9780824812195. Архивировано 29 июля 2020 года.